# 濱下
濱下（沖繩語：ハマウリ、國頭語：ハマオリ；奄美語：ハマウリ；宮古語：サニツ；八重山語：サニズ），是琉球群島（日本鹿兒島縣奄美群島和沖繩縣）的上巳節。上巳日經常是一年中潮差最大的日子，所以琉球人在這一天退潮時去海岸捕捉魚貝類和采海草。也有帶著佳餚去海濱，將手脚浸泡在海水中清潔身體祈禱健康的風俗。